# Giennadij Kamielin
Giennadiy Kamelin (ur. 14 kwietnia 1947 w Ałma-Acie) – kazachski trener piłki ręcznej.
Ukończył studia w Instytucie Wychowania Fizycznego w Ałmaty. Był pracownikiem Kazachskiego Państwowego Związku SDSO „Burewiestnik”, Sportowej Szkoły Młodzieży w Aktiubińsku, Wyższej Szkoły Lotniczej w Aktiubińsku czy Szkoły Podstawowej nr 38 w Breżniewie.
Szkolił piłkarzy takich zespołów jak Budowlani Aktiubińsk, Szachtar Donieck, Zagłębie Lubin, Chrobry Głogów, Viret Zawiercie, Miedź Legnica, Traveland Olsztyn, Azoty-Puławy, ASPR Zawadzkie. W 1995 roku zastąpił Edwarda Strząbałę na stanowisku trenera Iskry Kielce, z którą zdobył 2 tytuły Mistrza Polski. W 1999 roku przeniósł się do Zagłębia Lubin, z którego powrócił znowu do Iskry Kielce, zastępując tym razem Włodzimierza Harbuza. Pracował w niej do 2001 roku.